# روبرت باور (سياسي)
روبرت باور (بالإنجليزية: Robert Tatton Bower)‏ هو سياسي بريطاني (وحمل سابقاً جنسية المملكة المتحدة لبريطانيا العظمى وأيرلندا)، ولد في 9 يونيو 1894، وتوفي في 5 يوليو 1975. حزبياً، نشط في حزب المحافظين. في الانتخابات العامة في المملكة المتحدة 1931 ‏، انتخب عضو برلمان المملكة المتحدة الـ36 عن دائرة Cleveland (UK Parliament constituency) ‏ (27 أكتوبر 1931 – 25 أكتوبر 1935) وفي الانتخابات العامة في المملكة المتحدة 1935 ‏، انتخب عضو برلمان المملكة المتحدة الـ37 عن دائرة Cleveland (UK Parliament constituency) ‏ (14 نوفمبر 1935 – 15 يونيو 1945).